# Herbert W. Franke
Pour les articles homonymes, voir Franke.
Ne doit pas être confondu avec Frank Herbert, aussi auteur de science-fiction.
Œuvres principales
- La Cage aux orchidées
- Zone zéro

Herbert W. Franke, né le 14 mai 1927 à Vienne et mort le 16 juillet 2022, est un auteur de science-fiction et un pionnier du graphisme informatique autrichien.

## Biographie
Herbert Werner Franke est né à Vienne (Autriche) le 14 mai 1927. 
Il étudie la physique, les mathématiques, la chimie, la psychologie et la philosophie à l'Université de Vienne. 
En 1950, il obtient un doctorat en physique théorique sur l'optique électronique. 
À partir de 1957, il travaille comme auteur indépendant. 
Entre 1973 et 1997, il est chargé des cours d'« esthétique cybernétique » (infographie, arts assistés par ordinateur) à l'Université de Munich en Allemagne. 
En 1979, il est le cofondateur d'« Ars Electronica », un festival consacré aux arts numériques qui se déroule dans la ville de Linz. 
De 1979 à 1980, Herbert W. Franke est chargé des cours d'« Introduction à la psychologie de la perception » à l'IUT (Technische Hochschule) de design de Bielefeld en Allemagne. Cette même année, il est élu membre du « PEN club » et obtient son titre de Professeur des Universités. 
En 1998, il participe au SIGGRAPH d'Orlando, un festival américain d'arts numériques, et fait partie du jury du « VideoMath-Festival » de Berlin. 
Parallèlement à sa carrière d'auteur de science-fiction, Herbert W. Franke est très actif dans les domaines de la futurologie, de la spéléologie, de l'infographie et des arts numériques. Le journal hebdomadaire allemand Die Zeit considère Herbert W. Franke comme « le plus éminent des auteurs de science-fiction de langue allemande ».

## Littérature et science-fiction
Herbert W. Franke écrit dans un style clair et sobre, parfois considéré comme austère car sans métaphores, sans effets. Le thème récurrent de ses romans et de ses nouvelles se réduit à une seule et même question : « Qu'est-ce que la réalité ? » C'est la raison pour laquelle certains critiques, comme Franz Rottensteiner ont rapproché l'œuvre de Herbert W. Franke de celle de Philip K. Dick. Les héros de ses romans sont généralement victimes de manipulations cérébrales, de lavages de cerveau, de conditionnements psychologiques ou d'effacement de souvenirs avant d'être internés ou exterminés par un État techno-totalitaire.
Philosophiquement, Herbert W. Franke aborde dans chacun de ses ouvrages de science-fiction la question du devenir des civilisations au regard de la possibilité de satisfaire les besoins des êtres humains par des moyens techniques toujours plus performants. L'un de ses premiers romans, La Cage aux orchidées, en tire les conclusions les plus radicales avec la réduction de l'humanité à de simples êtres sensitifs dont les zones cérébrales sensibles sont artificiellement stimulées. Dans son roman le plus célèbre, Zone zéro, Herbert W. Franke mêle le thème d'un affrontement brutal de grandes puissances dans un conflit Est-Ouest et d'une techno-science aux possibilités accrues, mais totalement vide de sens. Zone zéro décrit la bipartition de la société en deux classes, celle des personnes oisives vivant dans un état de félicité passive et celle des actifs, qui peuvent être en dernier ressort des êtres humains modifiés biogénétiquement ou bien des intelligences artificielles.
Herbert W. Franke déclara lui-même à propos de la science-fiction : « Ce qui me fascine dans la science-fiction, c'est ce qu'on appelle le « Sense of Wonder » – l'inattendu, le surprenant, le merveilleux qui est décrit dans ce genre d'histoires. Et pour cela, il n'est pas besoin de recourir aux domaines de l'irréel : les nouveaux espaces ouverts par la science à l'aide de la technique dans les domaines du comportement humain et des expériences vécues sont bien plus extraordinaires que toutes les sorcières, tous les monstres et tous les magiciens des contes et des mythes. Ces nouveaux territoires inconnus de l'utopie réelle appartiennent au futur, mais les chemins qui y conduisent sont pavés de revers, d'erreurs et de dangers. Les conflits qui en résultent me fournissent la matière des actions dramatiques de mes histoires et de mes romans. Mais il s'agit bien de l'avenir de notre monde réel et souvent aussi d'évolutions qui sont déjà en germe à notre époque et que nous pouvons encore orienter dans le sens de nos propres intérêts »[réf. souhaitée].

## Prix littéraires
- 1984 : Prix Kurd-Laßwitz de la meilleure nouvelle germanophone pour Atem der Sonne [Le souffle du Soleil]
- 1985 : Prix allemand de science-fiction et Prix Kurd-Laßwitz du meilleur roman germanophone pour Die Kälte des Weltraums [La Froidure de l'espace]
- 1986 : Prix Kurd-Laßwitz du meilleur roman germanophone pour Endzeit [Fin des temps]
- 1987 : Prix des arts numériques de l'Association des éditeurs allemands de logiciels
- 1989 : Prix du roman fantastique de la ville de Wetzlar pour Hiobs Stern [L'Étoile de Job]
- 1991 : Prix allemand de science-fiction du meilleur roman germanophone pour Zentrum der Milchstraße [Le Centre de la Voie lactée]
- 1992 : Prix Karl-Theodor-Vogel du meilleur ouvrage technique
- 2002 : Prix Benno-Wolf décerné par l'Association des spéléologues allemands pour ses diverses contributions
- 2007 : Prix Kurd-Laßwitz du meilleur roman germanophone pour Die Spur des Engels [La Trace de l'ange]

## Œuvres traduites en français
La bibliographie suivante a été établie à partir de la base de données du site Index SF.
Romans
- (fr) La Cage aux orchidées (Der Orchideenkäfig), Éditions Denoël, 1964 ;
- (fr) Zone zéro (Zone Null), Robert Laffont, coll. « Ailleurs et Demain », 1973.

Nouvelles
- (fr) Les Enclaves, nouvelle, in : Daniel Walther (éd.), Le Livre d'or de la science-fiction : Science-fiction allemande - Étrangers à Utopolis, Pocket, Coll. « Le Livre d'or de la science-fiction », 1980, pp. 121-129 ;
- (fr) Les Grandes Manœuvres, in op. cit., pp. 161-174 ;
- (fr) Copie non conforme (Weiße Pupillen), Horizons du fantastique no 5, 1969 ;
- (fr) La Planète noire (Der dunkle Planet) , in : Jörg Weigand (éd.), Demain l'Allemagne..., Éditions OPTA, coll. « Fiction spécial », n°29/296, 1978 ;
- (fr) Les Héritiers d'Einstein (Einsteins Erben), Antares, Coll. Antares (fanzine) no 27, 1987 ;
- (fr) Un univers couleur de rose (Das rosarote Universum), Antares, Coll. Antares (fanzine) no 32, 1988 ;

Spéléologie
- (fr) Ténèbres lumineuses, Kummerley and Frey , 1965.

## Œuvres

### Nouvelles (sélection)
- (de) Der grüne Komet, Goldmann 1960 [La comète verte]
- (de) Einsteins Erben, Insel 1972 [Les héritiers d'Einstein]
- (de) Paradies 3000, Suhrkamp 1981 [Paradis 3000]
- (de) Der Atem der Sonne, Suhrkamp 1986 [Le souffle du Soleil]
- (de) Spiegel der Gedanken, Suhrkamp 1990 [Le miroir des pensées]

### Romans
- (de) Das Gedankennetz, 1961 [Le réseau des pensées]
- (fr) Der Orchideenkäfig, 1961 (La Cage aux orchidées)
- (de) Die Glasfalle, 1962 [Le piège de verre]
- (de) Die Stahlwüste, 1962 [Le désert d'acier]
- (de) Der Elfenbeinturm, 1965 [La tour d'ivoire]
- (fr) Zone Null, 1970 (Zone zéro)
- (de) Ypsilon minus, 1976 [Upsilon moins]
- (de) Sirius Transit, 1979 [Siris Transit]
- (de) Schule für Übermenschen, 1980 [Une école pour les surhommes]
- (de) Tod eines Unsterblichen, 1982 [Mort d'un immortel]
- (de) Transpluto, 1982 [Transpluton]
- (de) Die Kälte des Weltraums, 1984 [La froidure de l'espace]
- (de) Endzeit, 1985 [La fin des temps]
- (de) Dea Alba (avec Michael Weisser), 1988 [Dea Alba]
- (de) Hiobs Stern, 1988 [L'étoile de Job]
- (de) Zentrum der Milchstraße, 1990 [Le centre de la Voix lactée]
- (de) Sphinx_2, 2004 [Sphnix_2]
- (de) Cyber City Süd, 2005 [Cyber City Sud]
- (de) Auf der Spur des Engels, 2006 [Sur les traces de l'ange]
- (de) Flucht zum Mars, 2007 [La fuite vers Mars]

### Pièces radiophoniques
- (de) Papa Joe & Co (Bayerischer Rundfunk 1976)
- (de) Zarathustra kehrt zurück (1977) [Zarathoustra revient]

### Ouvrages techniques
- (de) Phänomen Kunst, Heinz Moos Verlag, Munich, 1967 [Le phénomène de l'art]
- (de) Computergraphik - Computerkunst, Bruckmann, Munich, 1971 [Infographie et art numérique]
- (de) Apparative Kunst. Vom Kaleidoskop zum Computer (avec G. Jäger), M. DuMont Schauberg, Cologne, Munich, 1973
- (de) Ästhetische Information (avec H. G. Frank), I. f. Kybernetik-Verlag, Berlin, Paderborn 1997 [L'information esthétique]
- (de) Animation mit Mathematica, Springer, 2002 [Animation avec Mathematica]
- (de) Wildnis unter der Erde, Brockhaus, Wiesbaden 1956 [Un monde sauvage et souterrain]
- (de) Kunst und Konstruktion, Bruckmann 1957 [Art et construction]
- (de) Magie der Moleküle, Brockhaus 1958 [La magie des molécules]
- (de) Wohin kein Auge reicht, Brockhaus 1959 [Au-delà du visible]
- (de) ... nichts bleibt uns als das Staunen, Wilhelm Goldmann, Munich, 1959 [... et il ne reste plus que l'étonnement]
- (de) Vorstoß ins Unbegreifliche, Brockhaus 1960 [Exploration de l'inintelligible]
- (de) Phänomen Technik, Brockhaus 1962 [Le phénomène de la technique]
- (de) Die Sprache der Vergangenheit, Union Verlag, Stuttgart 1962 [Le langage du passé]
- (de) Neuland des Wissens, Union 1964 [Les nouveaux territoires du savoir]
- (de) Der manipulierte Mensch, Brockhaus 1964 [L'homme modifié]
- (de) Kunststoffe erobern die Welt, Spectrum Verlag, Stuttgart 1966 [Les matières plastiques conquièrent le monde]
- (de) Der Mensch stammt doch vom Affen ab, Kindler Verlag, Munich, 1966 [L'homme descend bien du singe]
- (de) Leuchtende Finsternis, (avec A. Bögli), Kümmerli und Frey, Berne, 1967 [Ténèbres lumineuses]
- (de) Sinnbild der Chemie, Basilius Presse, Bâle, 1967, und Moos 1968 [Symbole de la chimie]
- (de) Methoden der Geochronologie, Springer 1969 [Méthodes de géochronologie]
- (de) Die unbewältigte Zukunft, (avec E.H. Graul), Kindler 1970 [Le futur indompté]
- (de) Geheimnisvolle Höhlenwelt, dva, Stuttgart 1974 [Mystérieux monde souterrain]
- (de) Kunst kontra Technik, Fischer Verlag, Francfort, 1978 [L'art contre la technique]
- (de) In den Höhlen dieser Erde, Hoffmann & Campe, Hambourg, 1978 [Dans les cavernes de notre Terre]
- (de) Die Atome, Ullstein, Berlin 1980 [Les atomes]
- (de) Die Moleküle, Ullstein 1980 [Les molécules]
- (de) Die geheime Nachricht, Umschau, Francfort/Main 1982 [Le message secret]
- (de) Computergrafik-Galerie. Bilder nach Programm - Kunst im elektronischen Zeitalter, DuMont 1984 [Galerie d'art numérique. Images issues de l'art digital à l'ère électronique]
- (de) Siliziumwelt (avec M. P. Kage), IBM Deutschland GmbH, Stuttgart 1985 [Le monde du silice]
- (de) Leonardo 2000, (nouvelle édition remaniée de Kunst kontra Technik), Suhrkamp, Francfort-sur-le-Main, 1987 [Léonard 200]
- (de) Die Welt der Mathematik (avec H. Helbig), Computergrafik zwischen Wissenschaft und Kunst, VDI-Verlag, Düsseldorf 1988 [Le monde des mathématiques]
- (de) Digitale Visionen, IBM Deutschland GmbH, 1989 [Visions numériques]
- (de) Das P-Prinzip. Naturgesetze im Rechnenden Raum, Insel Verlag, Francfort/Main 1995 [Le principe P. Les lois de la nature dans l'espace de calcul]
- (de) Wege zur Computerkunst, Édition 'die Donau hinunter', Vienne, St. Peter am Wimberg 1995 [Chemins de l'art numérique]
- (de) Vorstoß in die Unterwelt, Bruckmann, Munich, 2003 [Exploration du monde souterrain]

## Sources et références
- Association des anciens responsables de la fédération française de spéléologie : In Memoriam.
- Pierre Versins, Encyclopédie de l'utopie, des voyages extraordinaires et de la science-fiction, L'Âge d'homme, 1972, article « Herbert W. Franke ».
- Jacques Sadoul, « Appendice. I. Allemagne », in : Histoire de la science-fiction moderne 1911-1984, Robert Laffont, 1984, p. 477-478.
- Lorris Murail, La science-fiction, Larousse, coll. « Guide Totem », 1999, article « FRANKE, Herbert », p. 149.
- Hans Esselborn, « Les romans de Herbert W. Franke entre anti-utopie et virtualité », in Denis Bousch (éd.), Utopie et science-fiction dans le roman de langue allemande, L'Harmattan, coll. « Allemagne d'hier et d'aujourd'hui », 2007, p. 199.

1. ↑  Franz Rottensteiner, postface de Herbert W. Franke, Ypsilon Minus, coll. « Phantastische Bibliothek », suhrkamp taschenbuch, n°358, p. 166.